# Блайтские фигуры
Блайтские фигуры (англ. Blythe Intaglios) — группа гигантских фигур, геоглифов, образованных путём расчистки верхнего слоя земли от камней, расположенных близ современного города Блайт, на юге штата Калифорния в США. По технике исполнения они подобны геоглифам Наски.
Предполагается, что возраст фигур составляет от 450 до 2000 лет. Согласно преданиям современных обитателей низовий реки Колорадо, индейцев племён мохаве и квечанов, человеческие фигуры изображали Мастамбо, создателя всего живого, а фигуры животных изображали Хатакулья, одного из двух пумо-людей, которые содействовали созданию мира.
Фигуры случайно обнаружил пилот, летевший в Блайт из Лас-Вегаса, в 1932 году. После его сообщения памятники обследовал Артур Вудвард (Arthur Woodward), куратор истории и антропологии из Лос-Анджелесского музея естественной истории.

## Галерея

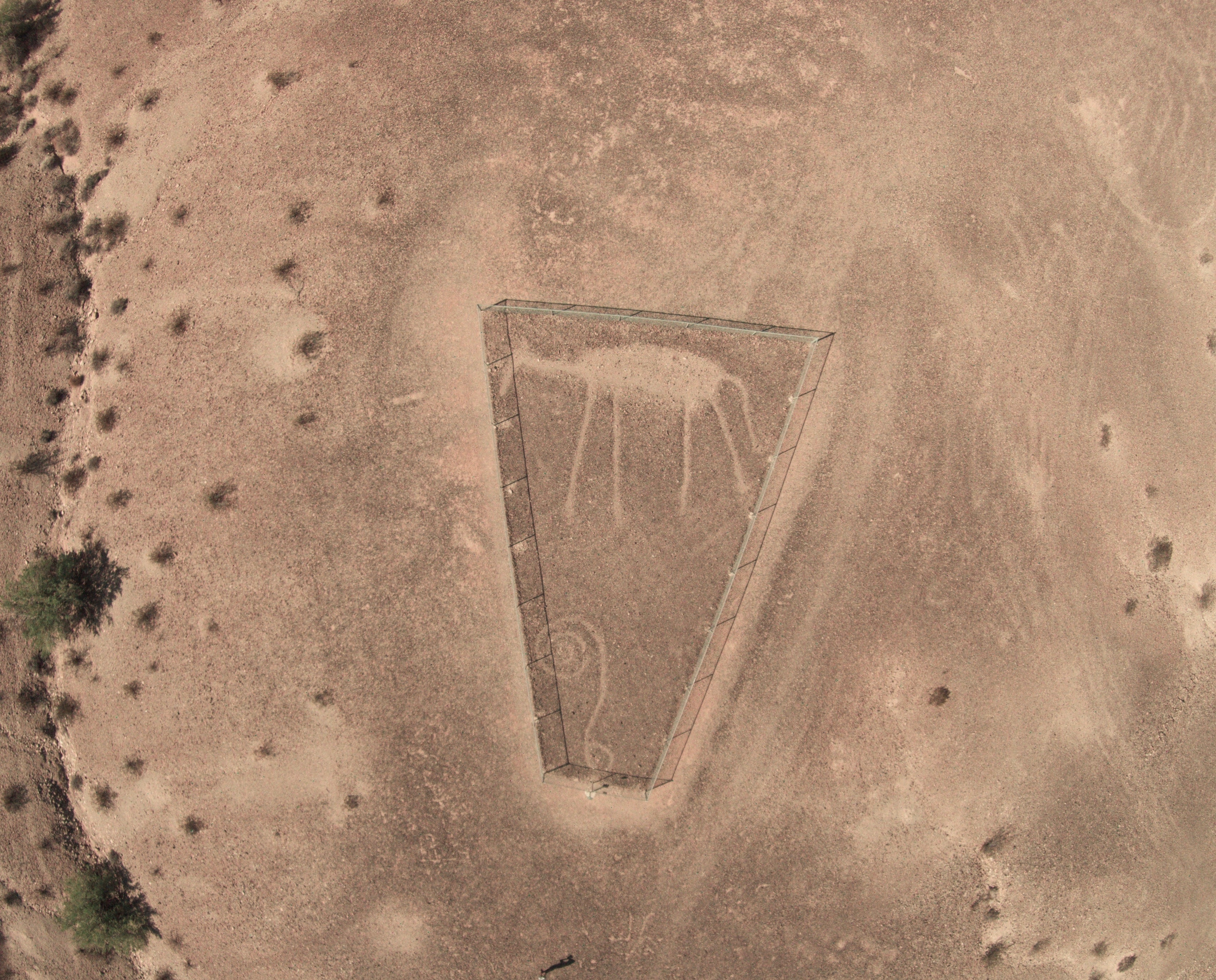
Животное (октябрь 2016)
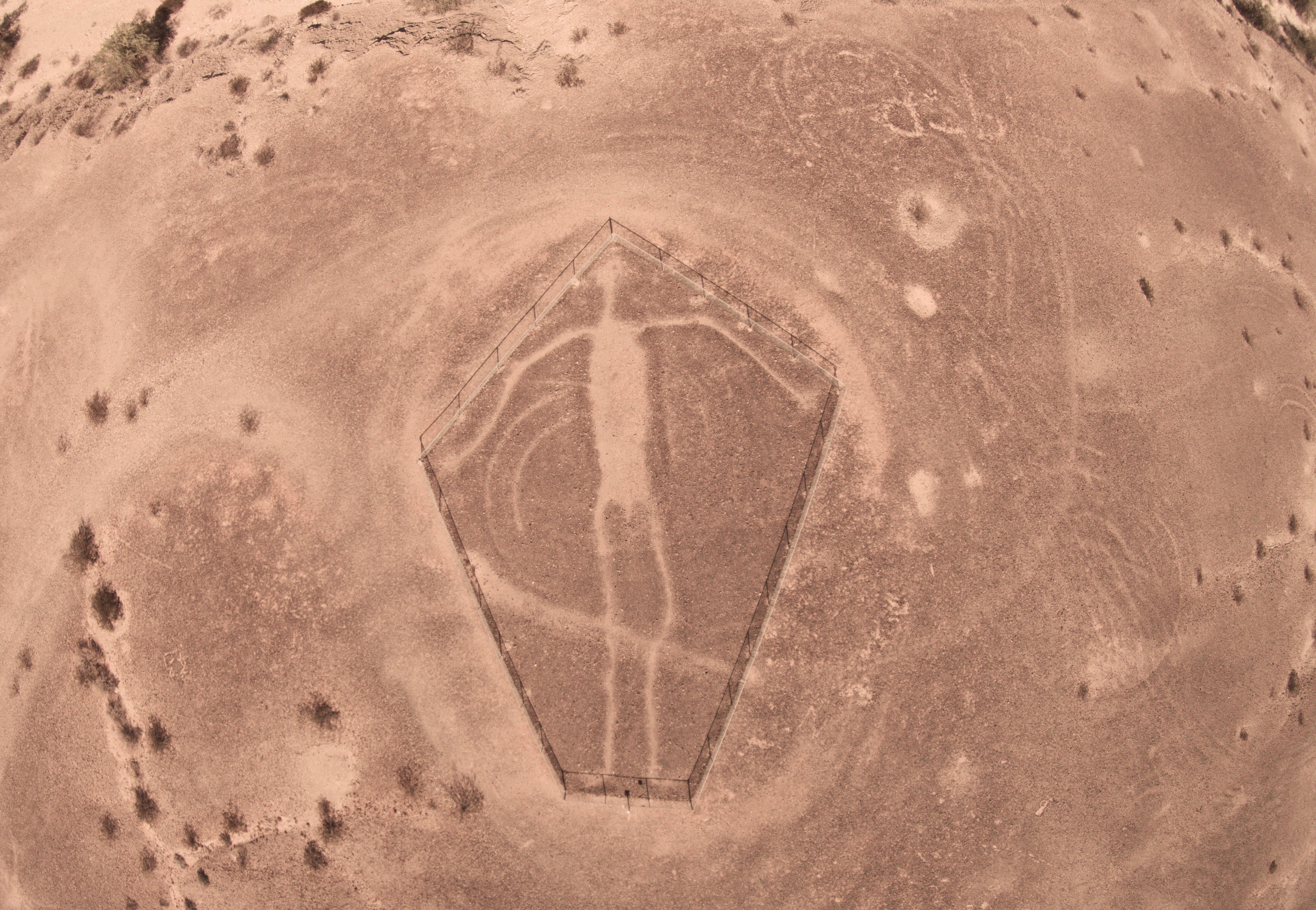
Человек (октябрь 2016)
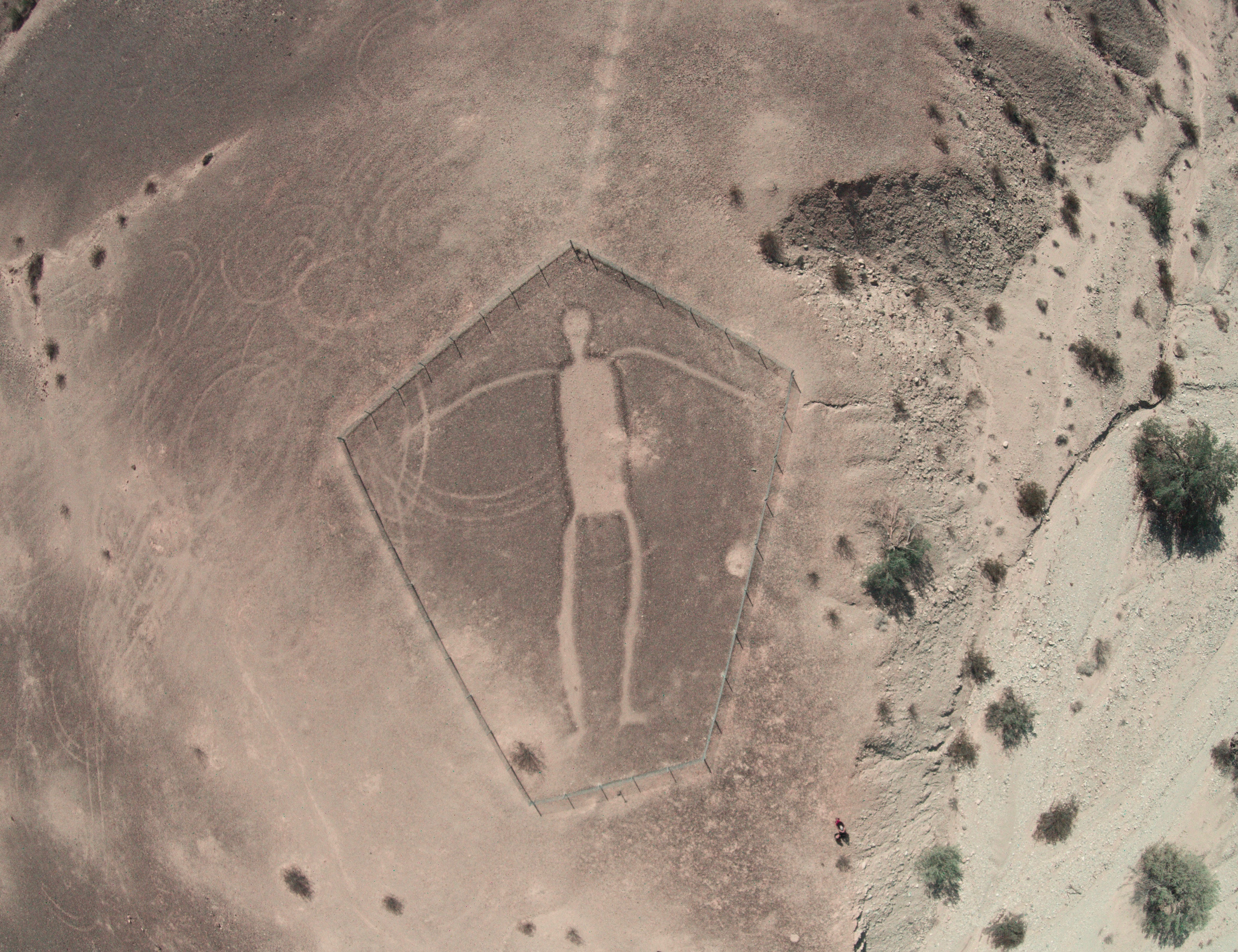
Человек (октябрь 2016)